# 讃岐丸 (特設水上機母艦)
讃岐丸（さぬきまる）は、日本郵船の崎戸丸型（S型）貨物船の二番船。日本郵船所有船としては二代目。太平洋戦争では日本海軍に徴傭されて特設水上機母艦、特設運送艦として運用された。

## 船歴
日本郵船のニューヨーク航路に投入されていた貨物船陣はこれまで、「対馬丸」（6,754トン）に代表されるT型貨物船などの旧式船が主力であったが、国内外の他社が優秀船を配船するにいたって劣勢に立たされた。さらに、国内船会社のライバルである大阪商船が畿内丸級貨物船を就航させ、横浜とニューヨーク間を25日17時間半で結ぶにいたり、貨物船の高速化に一層の拍車がかかって貨物船同士が速力のレコードを競う時代が到来した。出遅れた日本郵船は遅れを取り戻すべく、第一次船舶改善助成施設で長良丸級貨物船6隻、通称N型貨物船を建造してニューヨーク航路に投入した。続いてリバプール航路用貨物船として赤城丸級貨物船5隻、通称A型貨物船を建造。そしてニューヨーク航路向けの高速貨物船の第二陣として崎戸丸級貨物船、通称S型貨物船を7隻建造する事とした。
「讃岐丸」は1939年（昭和14年）5月1日に三菱重工業長崎造船所で竣工した。竣工後は東回り世界一周航路に就航し、横浜とロサンゼルスを11日と7時間、パナマ運河を経てロンドンとの間を32日と23時間で走破して新記録を打ち立てた。しかし、第二次世界大戦が勃発するなど国際情勢が厳しくなり、また1940年（昭和15年）9月27日に日独伊三国同盟が締結されると日米関係も微妙なものとなった。ニューヨーク航路からは保全のために優秀船を引き上げて旧型船を配し、世界一周航路自体も昭和15年5月以降は運休に追い込まれることとなった。また、減トン甲板口を閉鎖して総トン数など主要目の数値が一部増加している。
「讃岐丸」は1941年（昭和16年）8月17日付で日本海軍に徴傭され、9月5日付で特設水上機母艦として入籍した。舞鶴海軍工廠での艤装工事の後、高雄に進出。12月8日の開戦と同時にバタン諸島攻略戦およびリンガエン湾上陸作戦を支援を艦載機をもって行う。12月8日、東港より発進した「讃岐丸」の零式観測機2機がバブヤン島、カミギン島、カラヤン島を偵察。1機が被弾して不時着し、乗員は12月9日に救助された。次いで零式観測機4機がバタン島のバスコ飛行場を攻撃した。12月10日、零式観測機6機がカミギン島に進出。ビガンの上空警戒などに従事し、12月12日に東港に戻った。
1942年（昭和17年）に入るとすぐ、タラカン島攻略戦を支援。次いでバリクパパン攻略戦に転じるが、「讃岐丸」はここで出血を見る。バリクパパン攻略戦自体はほぼ順調に行われたが、海上では1月24日未明のバリクパパン沖海戦や空襲、潜水艦の襲撃により少なからぬ損害が出ていた。海戦が起こった1月24日に、特設水上機母艦「山陽丸」（大阪商船、8,360トン）とともにタラカン島を出撃した「讃岐丸」は、翌1月25日にバリクパパンに進出して対潜哨戒等に任じる。バリクパパン泊地は依然として空襲が繰り返されていたが、1月25日と1月26日の空襲では被害がなかった。しかし、1月27日の二度にわたる空襲により無数の至近弾を浴びて船体に破口が多数生じて浸水したほか、搭載していた零式水上観測機も破損したり火災が発生するなど大きな損害を受けた。決して小さくなかった被害だったにもかかわらず応急修理の上引き続きマカッサル攻略戦、スラバヤ攻略戦の支援に任じ、蘭印方面の南方作戦が一段落すると、3月10日付で第三南遣艦隊（杉山六蔵中将・海軍兵学校38期）に転属し、フィリピン方面の移動してリンガエン湾、マニラ湾およびスービック湾の警戒、セブ攻略戦などに従事した。フィリピン方面での作戦終了の後、7月2日にダバオを出港して佐世保に向かい、三菱長崎造船所で修理が行われた。
8月以降は外南洋部隊に編入されソロモン諸島方面に転戦することとなり、8月15日に佐世保を出撃して8月22日にラバウルに到着ののち、第十一航空戦隊の指揮下でショートランドを根拠地として行動する。9月24日、「讃岐丸」はショートランドでB-17の爆撃を受け、折からショートランドに入港しつつあった特設水上機母艦「國川丸」（川崎汽船、6,863トン）とともに対空戦闘を行い、至近弾を受けた。
10月、「讃岐丸」は陸軍の独立飛行第七十六中隊をマニラからラバウルへ輸送した。「讃岐丸」は9月27日にラバウルからマニラへ向け出発し、10月3日にマニラに到着。10月6日にマニラを発って10月12日にラバウルに着き、輸送を終えた。
11月21日には、アメリカ潜水艦「スティングレイ」の雷撃で損傷を受けて航行不能となった「山陽丸」の支援にあたった。その後、12月1日付で特設運送艦に類別変更され、以後は輸送任務に従事する。ラバウルとトラック諸島で飛行隊関連物件を陸揚げしたのち、横須賀に回航された。「讃岐丸」を退艦して第九五八海軍航空隊に転属した飛行隊員18名のうち、飛行長以外の17名は末期に入っていたガダルカナル島の戦いで全員戦死した。
1943年1月から2月、「讃岐丸」は陸軍部隊の輸送（丙一号輸送と丙三号輸送）に参加した。「讃岐丸」などの丙一号輸送での任務は第二十師団主力の釜山からウェワクへの輸送、丙三号輸送での任務は第四十一師団主力の青島からウェワクへの輸送であった。「讃岐丸」は集合地の釜山に1月6日に着いた。丙一号輸送では「讃岐丸」は第六戦隊（「北上」、「大井」）、「相良丸」とともに第一輸送隊として1月9日に釜山を出発し、パラオを経由して1月19日にウェワクに到着した。「讃岐丸」と「相良丸」はパラオで南洋興発の農林部員50名と第二特別根拠地隊の設営隊員150名も乗せた。「讃岐丸」の輸送内容は人員1019名、車両17両、物件7200梱であった。次の丙三号輸送では「讃岐丸」は第九戦隊、「相良丸」、「護国丸」とともに第一輸送隊として2月4日に青島を出発し、パラオを経由して2月20日にウェワクに到着した。丙三号輸送では途中のパラオでも陸軍部隊を乗せた。「讃岐丸」の輸送内容は人員1298名、車両16両、物件8300梱であった。ウェワクへの輸送からの帰途についていた昭和18年3月21日、「讃岐丸」は北緯07度49分 東経139度48分 / 北緯7.817度 東経139.800度の地点を単独航行中にアメリカ潜水艦「フィンバック」の攻撃を受けた。「フィンバック」は魚雷を3本発射し、うち2本が「讃岐丸」の船尾に命中して舵が折損し左推進器が脱落したが、「讃岐丸」は右舷側機械のみで航行を続けて4月1日に舞鶴に入港した。しかし、舞鶴海軍工廠のドックに余裕がないことから、約2ヵ月待機ののち、6月9日から9月24日まで生まれ故郷の三菱長崎造船所で復旧工事と特設運送艦としての艤装工事を行った。
復旧工事を終えた「讃岐丸」は、10月12日六連沖出港のヒ13船団に加入し、高雄、三亜、パラワン島東方を経て10月30日に昭南（シンガポール）に到着。その後はスラバヤを経由してモルッカ諸島方面に向かうが、12月4日にケンダリ港外で触雷して中破。損傷復旧後、1944年（昭和19年）3月11日昭南発のヒ48船団に加入して日本に向かうが、3月14日に北緯10度31分 東経105度04分 / 北緯10.517度 東経105.067度の地点でまたもや触雷した。復旧後日本に帰投し、5月13日門司発のヒ63船団で再び南へ下る。ビンタン島産ボーキサイトを搭載して6月17日昭南発のヒ66船団に加わって北上し、6月26日に門司に到着した後、7月6日から30日まで三菱重工業神戸造船所で修理を行った。修理後の9月1日、ヒ73船団に加入して南下中に「護衛の航空母艦「雲鷹」の搭載機の爆撃を受けて息苦しくなったアメリカ潜水艦「タニー」が「讃岐丸」の至近に急浮上したのち、間もなく潜没する」という出来事があったとする、艦船研究家の木俣滋郎の取材によるこのエピソードの出所は不明である。11月に入り、予科練200名を乗せてヒ83船団に加入し、高雄に向かう。高雄でヒ83船団から離脱したあと、タンカー「日南丸」（飯野海運、5,175トン）とタモ32船団を構成し、レイテ沖海戦で沈没した戦艦「武蔵」の生き残りと砂糖を乗せ、12月10日に高雄を出港して12月17日に門司に到着した。
1945年（昭和20年）1月26日、「讃岐丸」はヒ91船団に加入して門司を出港した。朝鮮半島南岸と西岸、山東半島沿いに迂回して南に下るが、出港2日目の1月28日未明、船団は北緯33度55分 東経122度55分 / 北緯33.917度 東経122.917度の地点でアメリカ潜水艦「スペードフィッシュ」 、「ポンポン」、「アトゥル」 、「ジャラオ」のウルフパックに発見された。レーダーでヒ91船団を探知した「スペードフィッシュ」は「ポンポン」および「アトゥル」と連携しつつヒ91船団に接近し、2時31分と2時33分に魚雷を合計7本発射。「讃岐丸」と護衛の海防艦「久米」に命中し、「久米」は火災を発して間もなく沈没、「讃岐丸」も右舷に魚雷が命中して大破ののち沈没した。
「讃岐丸」は3月10日付で除籍および解傭された。

## 艦長
艦長
- 露木専治 大佐：1941年9月5日[62] - 1942年6月1日
- 竹田六吉 予備海軍大佐：1942年6月1日 - 1942年12月1日

特務艦長
- 竹田六吉 予備海軍大佐：1942年12月1日 - 1943年4月12日[63]
- 長谷部喜藏 大佐：1943年4月12日[64] - 1943年7月25日
- 河原金之輔 大佐：1943年7月25日[65] - 1944年5月8日
- 山田鐡夫 大佐(臨時)：1944年5月8日[66] - 1944年8月5日
- 上岡小彪 大佐：1944年8月5日 - 1945年1月28日戦死 ※同日、海軍少将に特進。[67]

## 姉妹船
崎戸丸型（S型）貨物船
- 崎戸丸
- 佐渡丸（二代目）
- 佐倉丸（二代目）
- 相模丸（三代目）
- 相良丸
- 笹子丸